# Dondas
Dondas är en kommun i departementet Lot-et-Garonne i regionen Nouvelle-Aquitaine i sydvästra Frankrike. Kommunen ligger i kantonen Beauville som tillhör arrondissementet Agen. År 2022 hade Dondas 216 invånare.

## Befolkningsutveckling
Antalet invånare i kommunen Dondas
| Referens: INSEE |